# O Mistério da Cuca
O Mistério da Cuca é um romance infanto-juvenil de Miguel M. Abrahão. publicado em 1984 no Brasil.

## Sinopse
O Mistério da Cuca é uma aventura mágica e encantada, onde o autor retoma as origens medievais portuguesas do mito da Cuca ou Coca, temida por crianças em todo o mundo colonizado pelos lusitanos.
Na aldeia desconhecida e lendária de Samuak vive a bela Coral e seu marido Luis, próximos das cavernas misteriosas e do castelo da montanha de Bronze, onde vivera o último rei local e era evitado por todos os aldeões devido às forças mágicas que lá dominavam. Enquanto o marido, um lenhador, trabalha, Coral passa o tempo desenhando figuras exóticas em telas que lhe são fornecidas pelo comerciante Ladino. Um dia, porém, a jovem, sem o saber, desenha uma hedionda Cuca que, por mágica, desaparece misteriosamente da tela no dia seguinte. A partir daí, crianças do mundo inteiro passam a ser seqüestradas e as mães, com intenso pavor, afirmam que uma Cuca terrível as levara.
Nesse mesmo momento, a misteriosa Kelly de Kent chega à aldeia, compra o castelo fechado e, como determinava a tradição, exige a Coroa que deveria pertencer àquela que vencesse as forças estranhas e reabrisse o local. A partir daí, uma antiga profecia começa a tomar forma e a jovem Coral, involuntariamente, torna-se o pivô de uma epopeia e um obstáculo para as pretensões nada ortodoxas de Kelly de Kent, o que poderá conduzir o seu mundo a novos rumos.